# Wavrille
Wavrille ist eine französische Gemeinde mit 48 Einwohnern (Stand: 1. Januar 2022) im Département Meuse in der Region Grand Est (vor 2016 Lothringen). Sie gehört zum Arrondissement Verdun und zum Gemeindeverband Damvillers Spincourt.

## Geografie

Blick auf Wavrille

Die Gemeinde Wavrille liegt an der Thinte, einem Nebenfluss des Loison, etwa 20 Kilometer nördlich von Verdun und etwa 20 Kilometer südlich der Grenze zu Belgien. Umgeben wird Wavrille von den Nachbargemeinden Damvillers im Norden und Nordosten, Moirey-Flabas-Crépion im Osten und Südosten, Consenvoye im Südwesten sowie Étraye im Westen und Nordwesten.

## Geschichte
Zwischen 1972 und 1987 war Wavrille Teil der Gemeinde Étraye.

### Bevölkerungsentwicklung
| Jahr      | 1962 | 1968 | 1975 | 1982 | 1990 | 1999 | 2006 | 2013 | 2022 |
| Einwohner | 48   | 60   | 52   | 44   | 41   | 49   | 46   | 47   | 48   |

Im Jahr 1831 wurde mit 212 Bewohnern die bisher höchste Einwohnerzahl ermittelt. Die Zahlen basieren auf den Daten von cassini.ehess und INSEE.

## Sehenswürdigkeiten

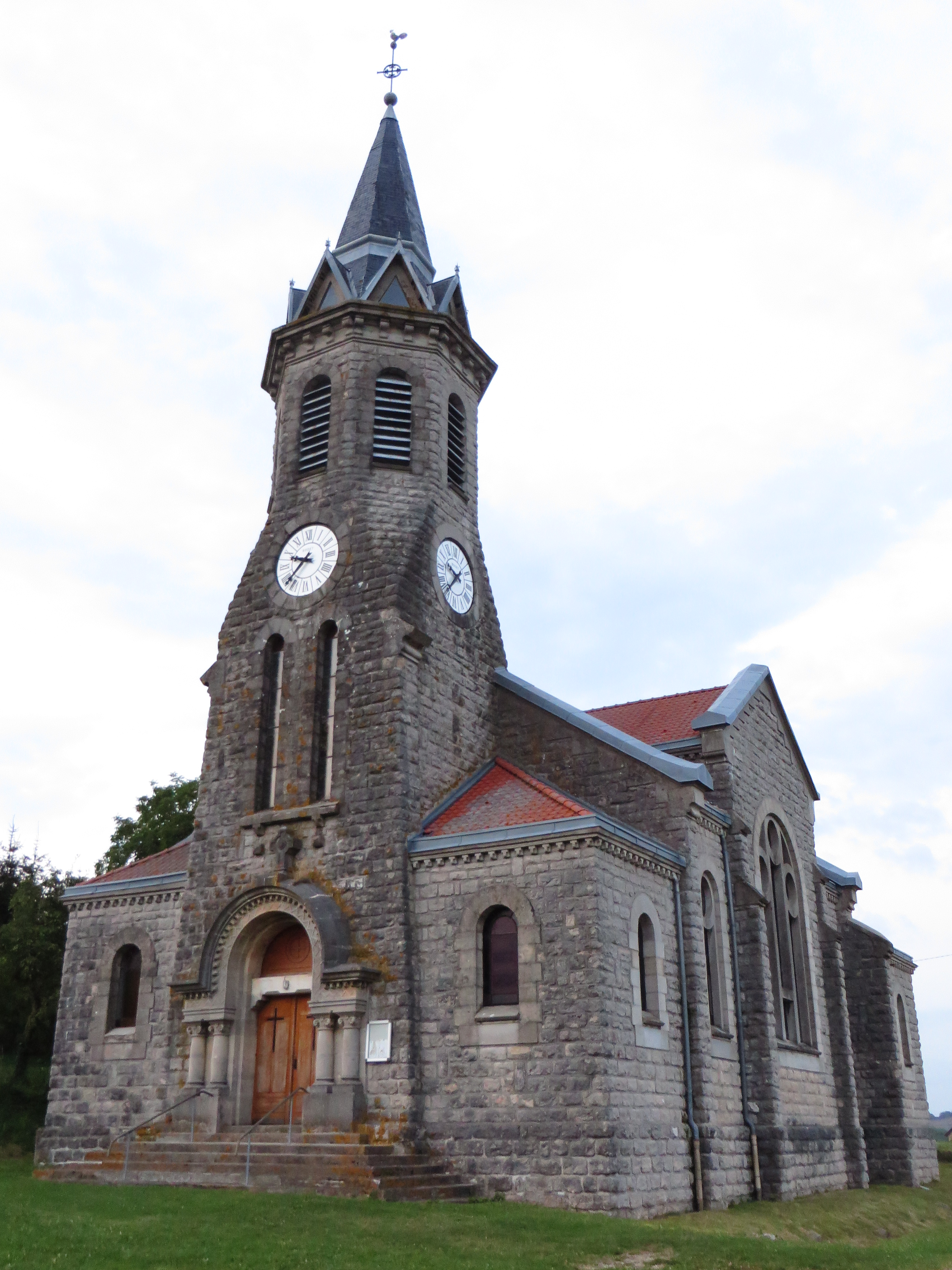
Kirche Saint-Hilaire

- Kirche Saint-Hilaire
- Wegkreuz
- zwei Brunnen
- Lavoir

## Wirtschaft und Infrastruktur
Wavrille ist bäuerlich geprägt. In der Gemeinde sind vier Landwirtschaftsbetriebe ansässig (vorwiegend Milchviehhaltung).
Durch das Gemeindegebiet von Wavrille führt die Fernstraße D 905 von Verdun nach Montmédy. In Montmédy und Verdun befinden sich die nächsten Bahnhöfe.

## Belege
1. ↑  Zugehörigkeit auf cassini.ehess.fr
2. ↑  Wavrille auf cassini.ehess
3. ↑  Wavrille auf INSEE
4. ↑  Landwirtschaftsbetriebe auf annuaire-mairie.fr (französisch)